# Georgij Otyrba
Georgij Anatoljevič Otyrba (abchazsky Гьаргь Анатоли-иԥа Оҭырба, rusky Георгий Анатольевич Отырба) je abchazský historik, akademik a politik, který působil na ministerstvu zahraničí Abcházie. V roce 2004 byl krátce ministrem zahraničních věcí, když přijal roli úřadujícího ministra. Mnoho let až do roku 2016 zastával roli ombudsmana při prezidentovi a byl první osobou, jež funkci veřejného ochránce práv v Abcházii vykonávala. Otyrba mluví plynně abchazsky, rusky, anglicky a italsky.

## Život
Georgij Otyrba studoval dějiny na Moskevském historicko-archivnickém ústavu, kde promoval v roce 1984. Ve studiu pokračoval dál a v roce 1990 získal titul doktor historických věd. Jeho disertační práce byla na téma „Politika USA vůči Hnutí odporu v Itálii (1943–1945)“.
V roce 1990 začal pracovat jako profesor moderních dějin na Abchazské státní univerzitě a v průběhu počátku 90. let 20. století absolvoval několik stáží na zahraničních univerzitách po celém světě. Byl například na Univerzitě Johnse Hopkinse a na Marylandské univerzitě v College Parku v USA, dále na Hebrejské univerzitě v Jeruzalémě v Izraeli. Na všech se často zabýval aktuálním děním ve své domovině, která byla zmítána válkou v letech 1992–1993.
Po těchto zkušenostech nabytých v zahraničí se v Otyrbovi projevil zájem o zahraniční politiku. V roce 1996 prošel v Rakousku kurzem vyjednávání a monitoringu lidských práv. To mu otevřelo cestu k pokusu zahájit dialog mezi Abcházií a Gruzií, jež se k sobě po válce nadále stavěly nepřátelsky. V roce 1997 byl jmenován náměstkem ministra zahraničních věcí Abcházie. V témže roce se stal ředitelem Centra rozvoje občanské společnosti, neziskové organizace sídlící v Gagře. Tuto pozici zastával přibližně jeden rok, zatímco ještě po mnoho let pokračoval ve své akademické práci a ve své funkci náměstka ministra zahraničí. Když v roce 2004 rezignoval dlouholetý ministr zahraničí Sergej Šamba v reakci na vraždu Garriho Aiby, jednoho z kandidátů na budoucího prezidenta Abcházie a člena opozičního hnutí., a aby mohl kandidovat v prezidentských volbách, stal se Otyrba na ministerstvu jeho nejvhodnější náhradou. Avšak byl pouze úřadujícím ministrem zahraničí a tuto pozici zastával jen 40 dnů od 18. června do 28. července 2004, kdy byl jmenován řádný Šambův nástupce Igor Achba. Otyrba se poté vrátil na svůj post náměstka.
Coby úřadující ministr zahraničí například vedl abchazskou delegaci na jednání o technickém postupu registrace válečných uprchlíků, kteří se již vrátili do okresu Gali, která se konala 20. července 2004 v ruském Soči jako výsledek o rok dříve dosažené dohody o urovnání s gruzínskou stranou.
Dne 3. března 2007 ukončil Otyrba své působení na ministerstvu zahraničí a přesunul se do prezidentské kanceláře. Prezident Sergej Bagapš ho totiž jako prvního jmenoval veřejným ochráncem práv v Abcházii. Tehdy ale úřad ombudsmana spadal pod prezidentskou kancelář. Plně nezávislým se abchazský ombudsman stal až v roce 2016, kdy prezident Raul Chadžimba k 4. květnu 2016 tuto pozici ve své kanceláři zrušil, neboť byl přijat nový zákon o veřejném ochránci práv. A ten deklaroval nezávislost jeho fungování, tedy byl Georgij Otyrba propuštěn z funkce ombudsmana. Sám Otyrba s takovou změnou souhlasil, neboť třebaže v roli ombudsmana při prezidentovi stál devět let, bylo předešlé uspořádání pouze dočasné řešení, než se přijal příslušný zákon, který vypracoval sám se svým asistentem Dmitrijem Maršanem, jenž se stal jeho nástupcem. Vlivem jeho podřízeného postavení vůči prezidentovi měl jen malé pravomoci a zprávy, které při své činnosti sepisoval, nebyly určeny pro veřejnost.
Po konci svého působení v roli ombudsmana pracuje v terénu v okrese Gagra jako sociální pracovník Služby sociální podpory pro děti a rodiny, jež byla založena v roce 2017.